# Styrsholmarna
Styrsholmarna är två öar, Norra Styrsholm och Södra Styrsholm, nära Nötö i Nagu,  Finland. De ligger i Pargas stad i den ekonomiska regionen  Åboland  och landskapet Egentliga Finland. Ön ligger omkring 8 kilometer öster om Nötö, omkring 28 kilometer söder om Nagu kyrka,  61 kilometer söder om Åbo och 170 km väster om Helsingfors. Närmaste allmänna förbindelse är förbindelsebryggan vid Kopparholm som trafikeras av M/S Nordep.